# جايسون بيكفورد
جايسون بيكفورد (بالإنجليزية: Jason Beckford)‏ (14 فبراير 1970 في المملكة المتحدة - ) هو مدرب كرة قدم ولاعب كرة قدم بريطاني في مركز الهجوم. لعب مع برمنغهام سيتي وبلاكبيرن روفرز وبورت فايل وستوك سيتي ومانشستر سيتي ونادي بوري ونادي ميلوول ونادي نورثامبتون تاون.

## وصلات خارجية
- جايسون بيكفورد على موقع قاعدة بيانات كرة القدم.إي يو (الإنجليزية)
- جايسون بيكفورد على موقع Soccerbase.com (لاعب) (الإنجليزية)
- جايسون بيكفورد على موقع عالم كرة القدم.نت (الإنجليزية)